# Frédéric DuBois de Montperreux
Frédéric DuBois de Montperreux ( en ruso: Фредерик Дюбуа де Монпере) (Môtiers (Cantón de Neuchâtel), 28 de mayo de 1798 - Peseux,  7 de mayo de 1850) fue un arqueólogo, naturalista, etnógrafo, historiador y escritor de viajes suizo nacido en Francia. Es recordado, especialmente en Rusia, por haber realizado un viaje de estudio en 1831-1834 a Crimea y la región del Cáucaso que le supuso ser distinguido, en 1838, con la medalla de oro de la Sociedad Geográfica Francesa y ser reconocido por el zar Nicolás I con la Orden de San Estanislao de 2.ª clase.
Publicó en París, entre 1839 y 1849, un relato en francés de los resultados de ese viaje en seis volúmenes, Voyage autour du Caucase, chez les Tscherkesses et les Abkhases, en Colchide, en Géorgie, en Arménie et en Crimée  [Viaje alrededor del Cáucaso, a los circasianos y a los abjasios, en Colquida, en Georgia, en Armenia y en Crimea], con un Atlas con muchos dibujos, dibujos y diagramas realizados por el propio autor, buen pintor.

## Biografía
Frédéric Dubois nació en una familia de nativos de la región montañosa de Neuchâtel en Suiza. Provenía de una familia noble empobrecida: sus antepasados se establecieron en el pueblo de Monperet, cerca de la ciudad de Le Locle, allá por el siglo XVI. Más tarde, esto le dará a Frédéric una razón para agregar «de Montpereux» a su nombre. Su padre, Charles Dubois, era comerciante de encajes, y su madre se llamaba Marie-Anne Lardy d'Auvernier. La infancia del futuro científico transcurrió en los viñedos a orillas del lago Neuchâtel. Las siguientes líneas se conservan en sus notas: «Si se me permite estar orgulloso de algo, entonces, por supuesto, el pensamiento de que soy nativo de Neuchâtel».
Frédéric recibió su educación inicial en Neuchâtel, interesándose por las antigüedades desde temprana edad. Luego, durante dos años (1817-1819) enseñó francés en Saint-Gall. Después de eso, fue preceptor en Curlandia durante dos años (1819-1821) y trabajó como director de una escuela en Lituania durante varios años más (1821-1829), viajando a Polonia, donde también fue tutor, entre 1825 y 1829. En 1829-1831, Dubois se educó en la Universidad de Berlín, bajo la dirección de científicos tan famosos como el geólogo Leopold von Buch, el naturalista Alexander von Humboldt, el geógrafo Carl Ritter y August Böckh. Según algunos informes, fue Humboldt el que tuvo un gran impacto en el destino futuro del joven científico, recomendándole viajar al Cáucaso y a Crimea.
De 1831 a 1834, Dubois emprendió esa expedición independiente al sur de Rusia, aunque contó con el apoyo del gobierno ruso, cuyo ejército estaba conquistando el Cáucaso en ese momento. Describió los resultados de su investigación en una obra de seis volúmenes Voyage autour du Caucase, chez les Tscherkesses et les Abkhases, en Colchide, en Géorgie, en Arménie et en Crimée [Viaje alrededor del Cáucaso, a los circasianos y a los abjasios, en Colquida, en Georgia, en Armenia y en Crimea], publicada entre 1839 y 1843. De particular interés es el atlas de ilustraciones adjunto a este trabajo y que contiene una gran cantidad de dibujos y diagramas que describen los valores históricos y arquitectónicos de Crimea y el Cáucaso, muchos de los cuales no han sobrevivido hasta el día de hoy.
Fue reconocido con la medalla de oro de la Sociedad Geográfica Francesa. También fue distinguido con la Orden de San Estanislao y con una gran suma de dinero del zar. Además de información geográfica, etnográfica e histórica, el diario de ese viaje también contiene información arqueológica, geológica y paleontológica y muchos dibujos (Frédéric era un buen pintor). Tuvo una oferta del zar para quedarse en Rusia y viajar allí, pero prefirió regresar a su tierra natal. 
Después de la apertura de la Academia de Neuchâtel en 1838, Dubois comenzó a enseñar arqueología allí. En 1843, con el advenimiento del Departamento de Arqueología, se convirtió en su titular con el rango de profesor. En 1848, dejó la docencia y abandonó la academia para dedicarse por completo a la investigación arqueológica de Neuchâtel. En particular, en ese momento hizo excavaciones en Cressier y Colombier, donde descubrió los restos de una villa romana, y continuó investigando los monumentos medievales de Neuchâtel y sus alrededores, en particular la colegiala y el castillo. 
Fue amigo de Ferdinand Keller y Arnold Escher von der Linth. Donó su biblioteca y colecciones a la ciudad de Zúrich.

## Atlas delViaje alrededor del Cáucaso ...

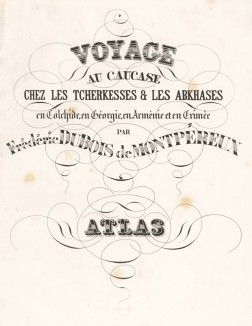
Portada del Atlas de Ilustraciones

La obra principal de Frédéric DuBois de Montpereux sigue siendo una de las obras más respetadas por los especialistas en el campo de la historia y la arqueología del mar Negro y el Cáucaso, como fuente primaria que registró el estado de una serie de monumentos desaparecidos o en ruinas en principios de la década de 1830.
La asistencia financiera para la publicación del atlas de ilustraciones de Frederic Dubois de Montpereux fue proporcionada por el gobierno ruso y personalmente por el zar Nicolás I. Hoy el atlas es una rareza bibliográfica. Solo tres copias de esta edición han sobrevivido en Rusia: en la Biblioteca del Estado Ruso, en la Sociedad Geográfica Rusa de San Petersburgo y en el Museo Gelendzhik de Historia Local.
El Atlas consta de 5 series de mapas, planos, croquis, cuadros ordenados por temas:
- Serie I - Geografía antigua y moderna, contiene mapas detallados de varias partes del Cáucaso. Mapas de la geografía antigua de esta región, planos de lugares de interés en 24 hojas.
- Serie II - Paisajes y vistas. Consta de 75 dibujos. (publicado en 1843 en París).
- Serie III - Arquitectura. Ilustra la diversidad estilística de los monumentos del Cáucaso y Crimea.
- Serie IV - Arqueología. Contiene bocetos detallados de artefactos, tumbas, bajorrelieves, firmas.
- Serie V - Geología. Se representan mapas, diagramas, secciones, vistas, panoramas de los lugares geológicamente más interesantes, bocetos de fósiles. [3]

Los materiales de investigación de Frederic Dubois relacionados con Rusia fueron adquiridos por la Academia Imperial de Ciencias en 1903 y, desde 2013, están almacenados en la sucursal de San Petersburgo de los Archivos de la Academia Rusa de Ciencias.

Ilustraciones del Atlas
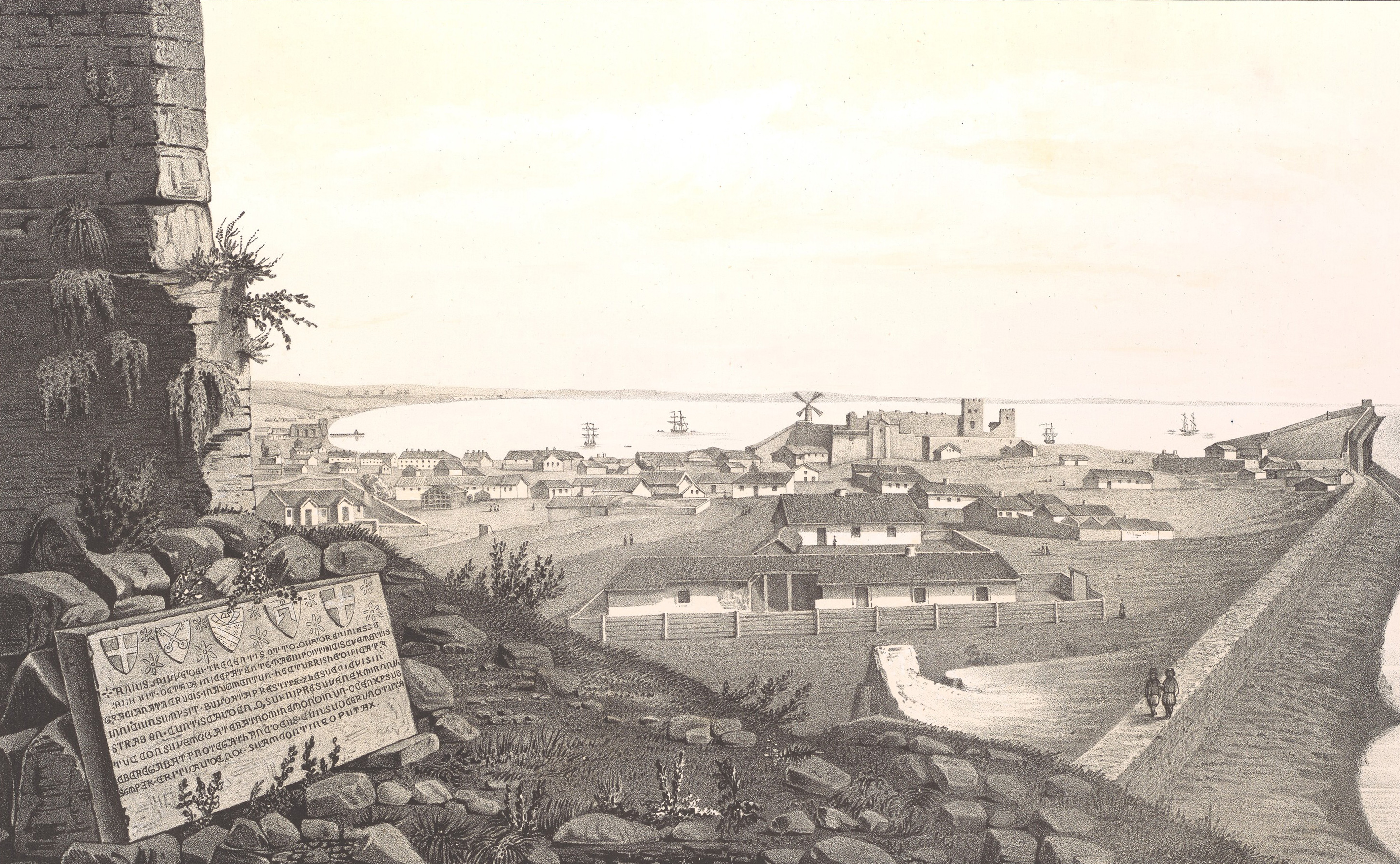
Crimea. Teodosia (antiguamente Kafa) desde el pie de la torre del Papa Clemente V (1830)
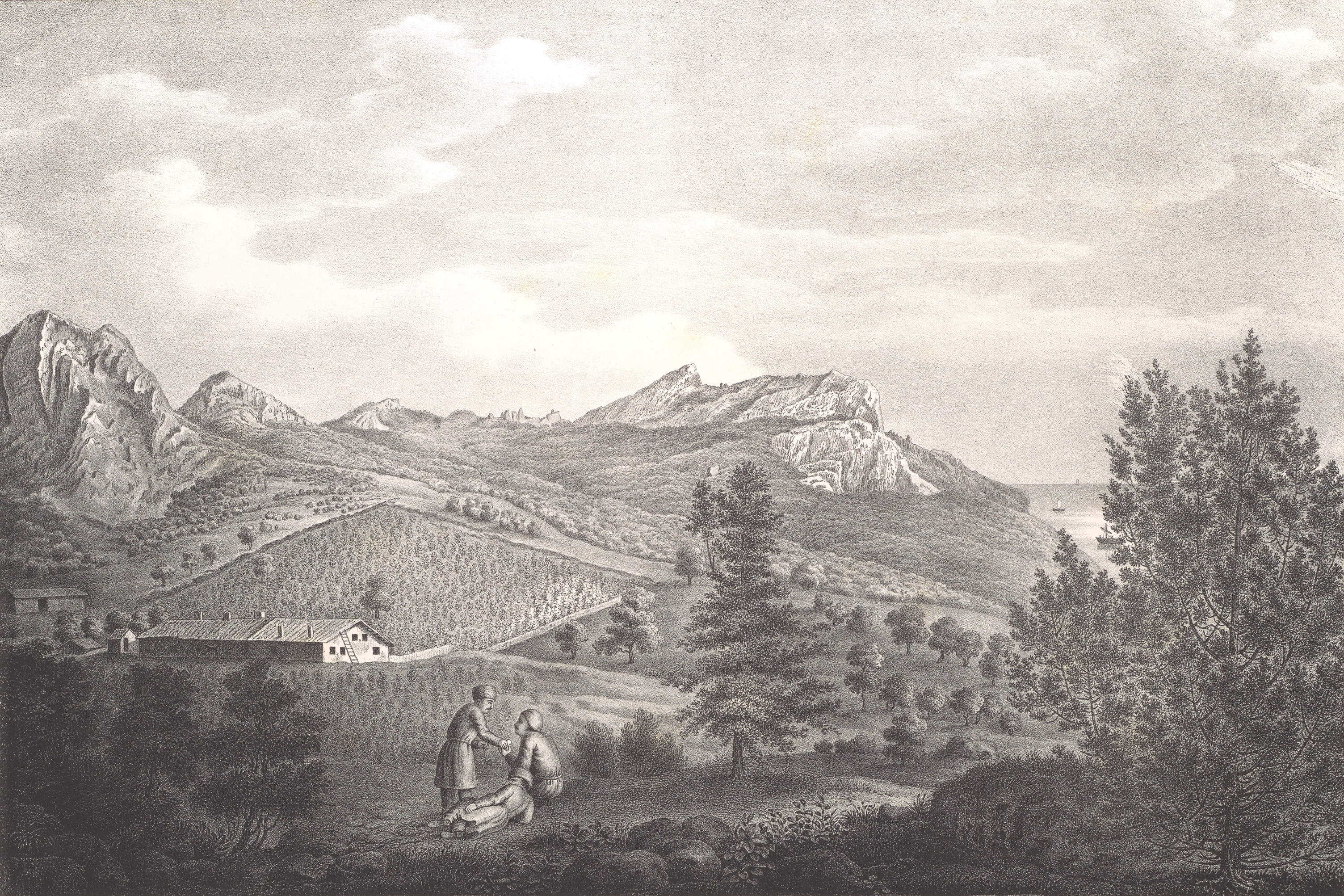
Crimea. Vista del Monte San Elías y el alto valle de Laspi (1830)
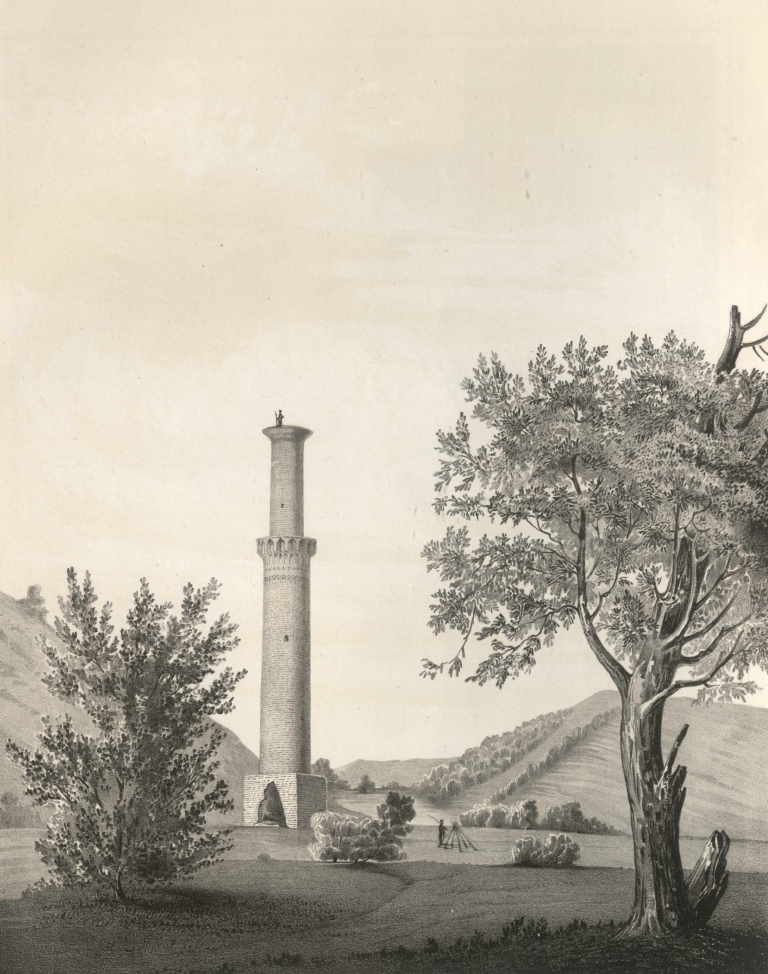
Minarete de Tatartup (Osetia)
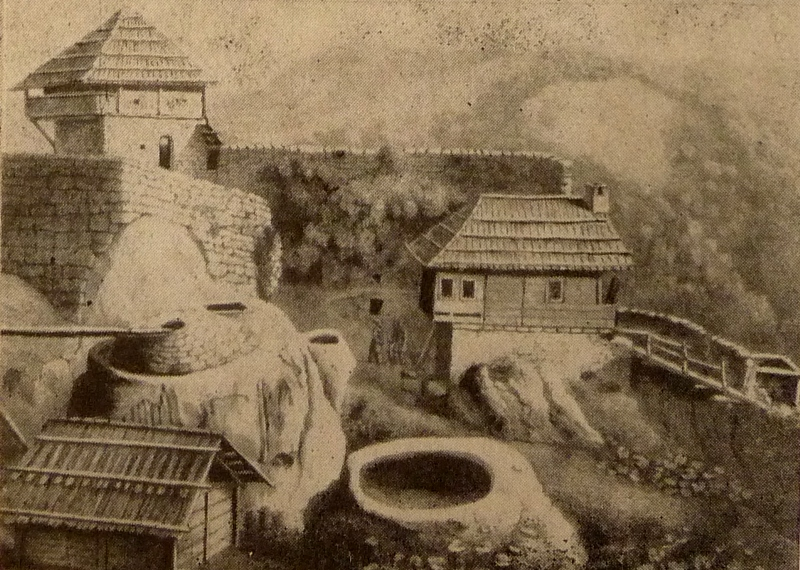
Fortaleza de Ascán (Georgia)
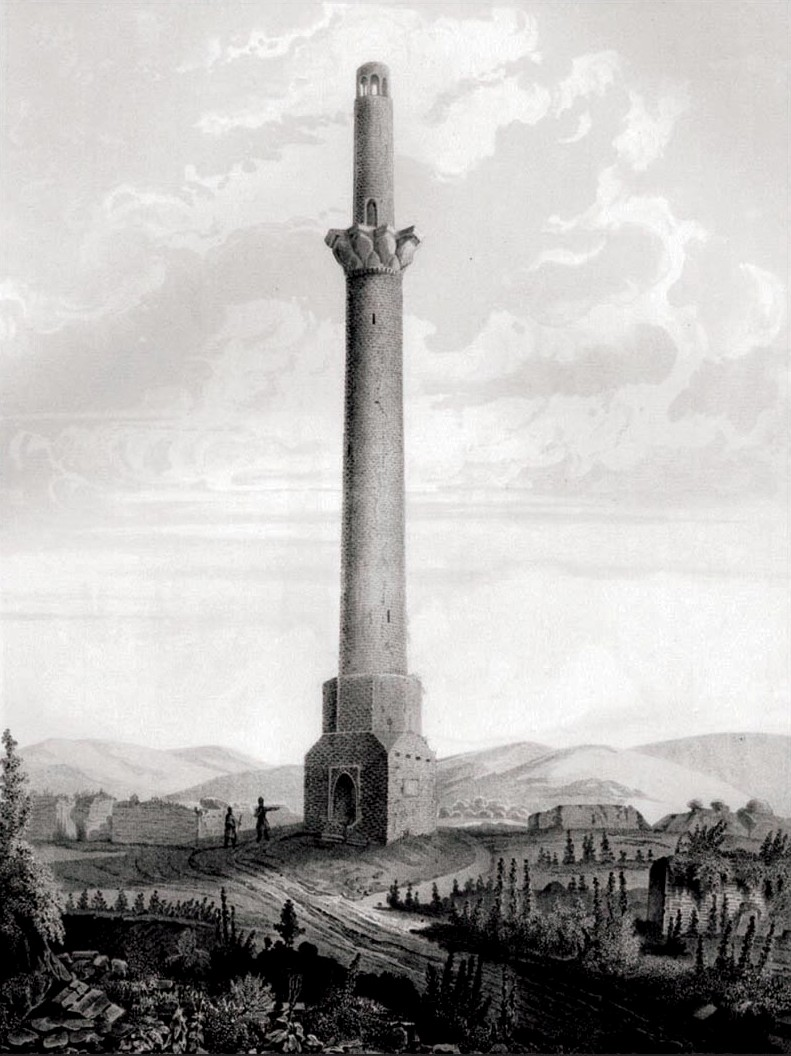
Torre Shamkir (hoy Azerbaiyán)
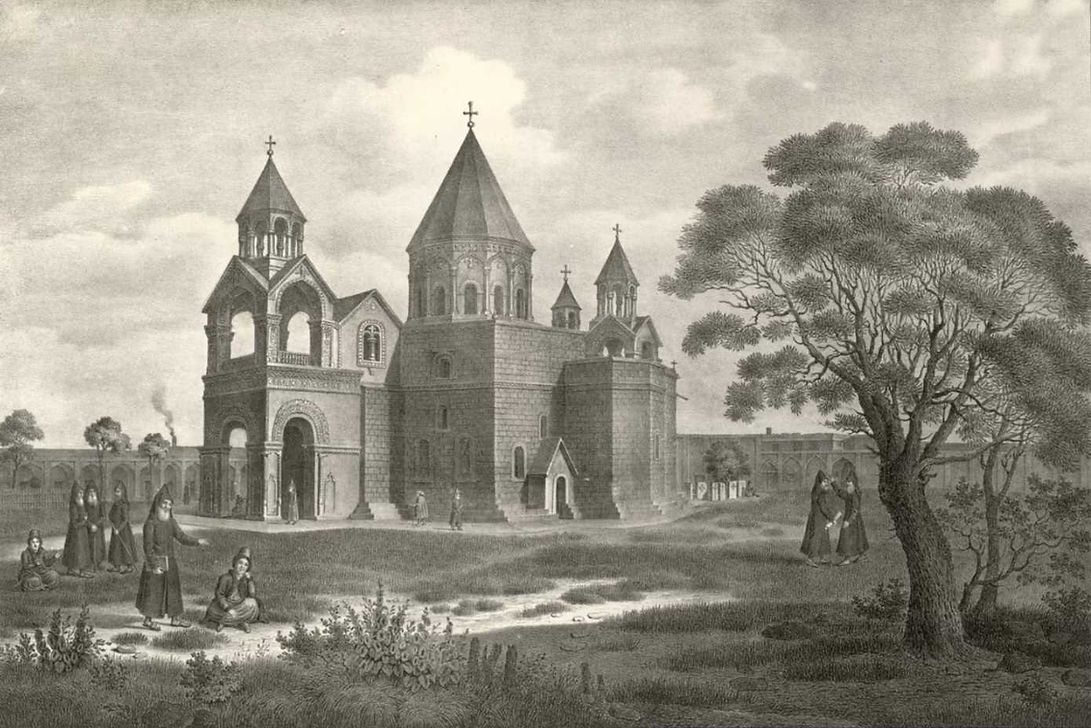
Monasterio de Etchmiadzin (Armenia)

## Obras (selección)
- Conchiologie fossiles et aperçu géognostique des formations du plateau Wolhyni-Podotien, Schropp, Berlin, 1831 (disponible en línea).
- Voyage autour du Caucase, chez les Tscherkesses et les Abkhases, en Colchide, en Géorgie, en Arménie et en Crimée, 6 vol., Librairie de Gide, Paris, 1839-1849 con un atlas (disponible en línea).
- Voyage autour du Caucase, chez les Tscherkesses et les Abkhases, en Colchide, en Géorgie, en Arménie et en Crimée, 3 volumes, Leske, Darmstadt, 1842-1846 (disponible en línea).
- La Bataille de Granson, Zurich, 1844.
- Les Monuments de Neuchâtel, Zurich, 1852 (disponible en línea).

Los Archivos del Estado de Neuchâtel (Archives de l'État de Neuchâtel, AEN) conservan un fondo compuesto por documentos manuscritos por Frédéric DuBois: copias de cartas a Ferdinand Keller, Eusèbe-Henri Gaullieur y Thérèse Dubois, fragmentos del catálogo de su biblioteca, documentos oficiales, etc. (Fondo: Frédéric Dubois de Montperreux (1842-1950), DU BOIS DE MONTPERREUX (disponible en línea). 
También la Biblioteca pública y universitaria de Neuchâtel (Bibliothèque publique et universitaire de Neuchâtel ) mantiene un fondo compuesto por la correspondencia enviada por Frédéric DuBois de Montperreux a su madre y sus hermanas (Fondo: Fonds Frédéric DuBois de Montperreux (1841-1843), FDUM. (disponible en línea). 